# Blanche Moria
Adèle Blanche Moria (París, 7 de mayo de 1859-Ibidem, 24 de noviembre de 1926) fue una escultora francesa.

## Biografía

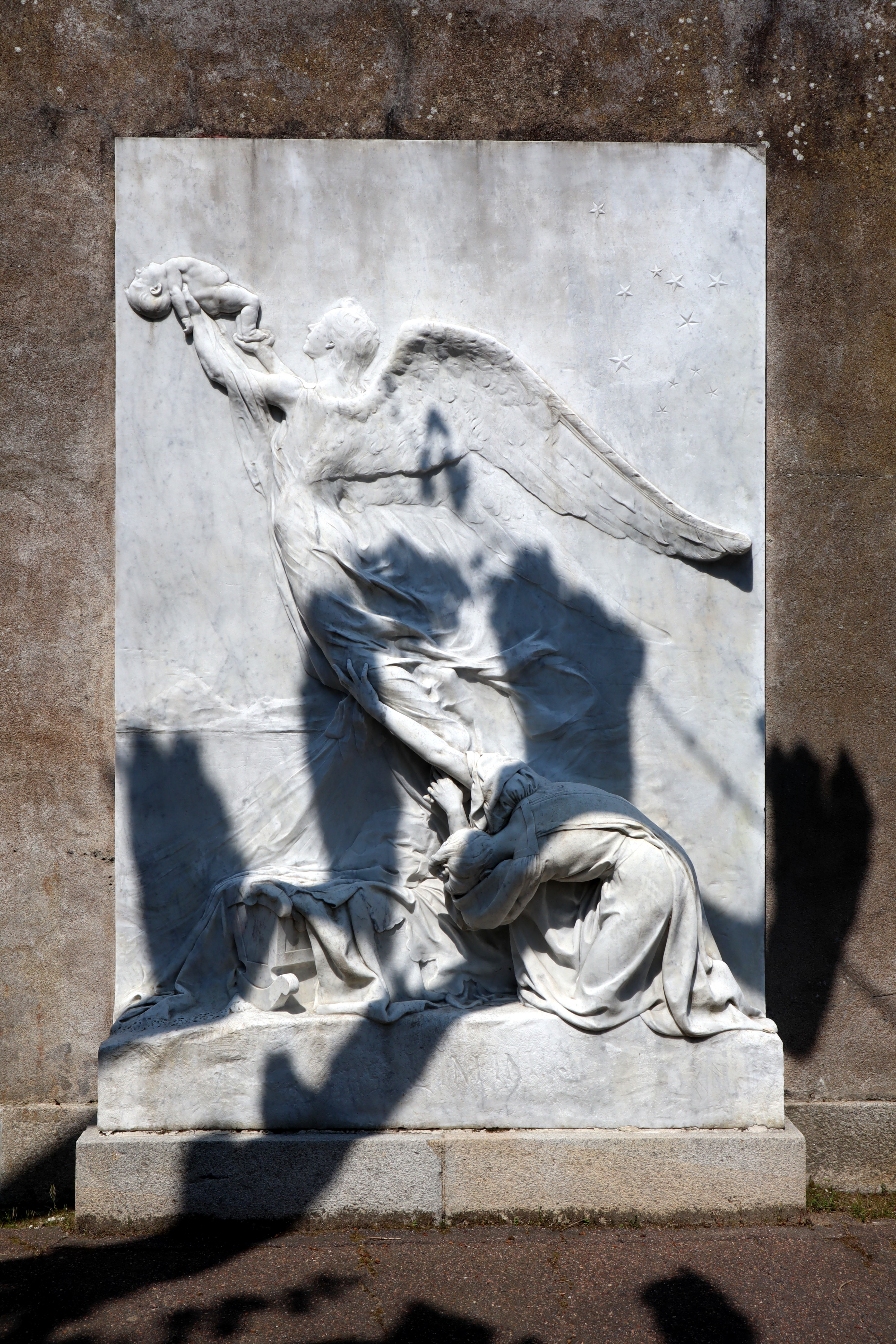
Hacia el infinito (1899), alto relieve, Nantes, cementerio de La Bouteillerie.

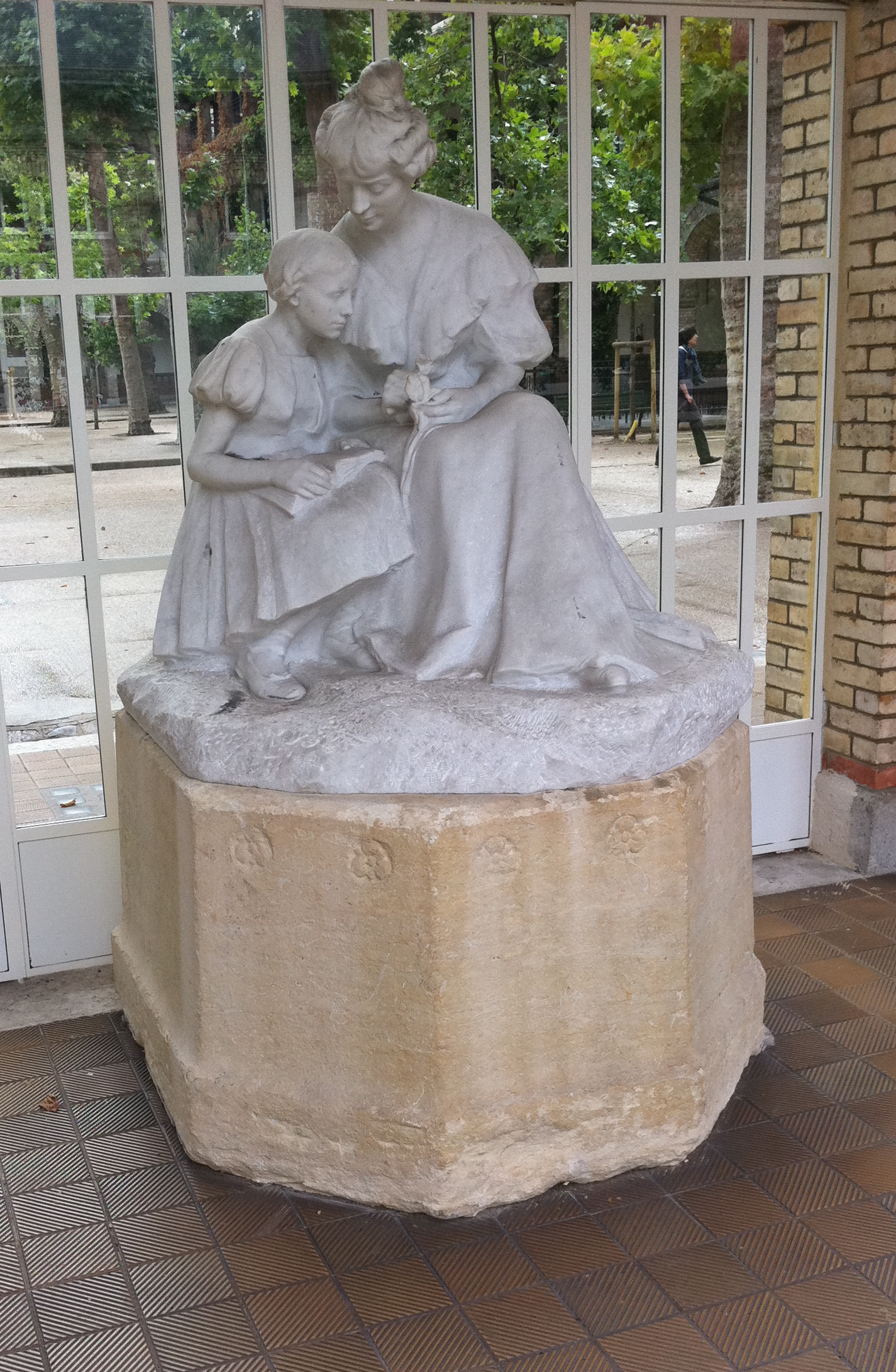
La lección de botánica (después de 1908), mármol, París, Lycée Molière.

Blanche creció entre escultores, Henri Chapu, Antonin Mercié y Jules Chaplain en la Académie Julian en París. Creó obras en yeso, mármol y bronce. Miembro de la Société des artistes français y de la Union des femmes peintres et sculpteurs, fue profesora de artes plásticas en el Lycée Molière en Paris. La mayor parte de sus obras son contratos del Estado. Recibió diversos premios, entre ellos una medalla en el Salon des artistes français y distinciones en las exposiciones universales.
Murió el 24 de noviembre de 1926 en el Hôtel-Dieu en el IV distrito de París.

## Colecciones públicas
- Arbois, Musée Sarret de Grozon : La Leçon de botanique, 1908, yeso, expuesto en el Salon de l'Union des femmes peintres et sculpteurs de 1911.[4]
- Chambéry, fachada del Lycée de jeunes filles : Madame de Sévigné, 1895, busto.
- Gray, Musée Baron-Martin : Profil de femme, médaillon, yeso patinado, 47 × 39 × 5 cm.
- Grenoble, Museo de Genoble : Étude de vieille femme, 1891, busto de bronce.[3]
- Nantes, Cementerio La Bouteillerie : Vers l'infini, 1899, altorrelieve de mármol. El modelo en yeso fue adquirido por el Estado.
- Paris :
  - Departamento de Artes gráficas del Museo del Louvre: Tête de femme, grafito en papel, reprise dessinée de l'Étude de vieille femme du musée de Grenoble.[5]
  - Lycée Molière : La Leçon de botanique, c. 1908, conjunto en mármol.